# Rossz csillag alatt született
Rossz csillag alatt született es un álbum de Venetian Snares editado en 2005.
El título del disco corresponde a un dicho húngaro, que en español se traduciría como Nacido bajo una estrella negra, nombre que se basa en la idea, inspirada en su viaje a Hungría, de ser paloma por un día y sobrevolar Budapest.
Para la realización de este álbum, Aaron Funk debió aprender a tocar el violín eléctrico e incluso la trompeta, instrumentos que aparecen constantemente a lo largo de los 11 temas.

## Lista de canciones
1. "Sikertelenség" (Fracaso) – 0:40
2. "Szerencsétlen" (Desafortunado) – 4:55
3. "Öngyilkos vasárnap" (Domingo suicida) – 3:26
4. "Felbomlasztott mentőkocsi" (Ambulancia desintegrada/descompuesta) – 3:44
5. "Hajnal" (nombre femenino/Alba (literalmente)) – 7:46
6. "Galamb egyedül" (Paloma, sola o Paloma por sí sola) – 1:36
7. "Második galamb" (Segunda paloma) – 6:01
8. "Szamár madár" (Pájaro tonto; literalmente Pájaro burro) – 5:48
9. "Hiszékeny" (Crédulo) – 1:39
10. "Kétsarkú mozgalom" (Movimiento bipolar ) – 8:50
11. "Senki dala" (Canción de nadie) – 2:16

- Nota: Nombres traducidos al español de la traducción inglesa.

## Trivia
- El tema Öngyilkos vasárnap contiene la voz sampleada de Billie Holiday para la versión del tema Gloomy Sunday de Reszo Seress,[4] tema al que se achaca ser la causa de numerosos suicidos en la época de su edición en Hungría, y por el cual el autor terminó quitándose la vida.
- En varios temas del álbum se incluyen segmentos sampleados de obras de música clásica, como el "Concierto para violonchelo y orquesta, en mi menor, op. 85" de Edward Elgar (track 8), La "Siciliana" de Telemann (track 10), fragmentos de "Sexto cuarteto de cuerdas" de Béla Bartók (track 6), el "Séptimo capricho" de Paganini (track 5), o la segunda de "Tres piezas para clarinete" de Igor Stravinsky (track 5), entre otros.